# راه حل سوم
راه حل سوم (انگلیسی: The Third Solution) یک فیلم جنایی ایتالیایی به کارگردانی پاسکواله اسکوتیری است که در سال ۱۹۸۸ منتشر شد.

## بازیگران
- تریت ویلیامز
- اف. موری آبراهام
- دنی آیلو
- ریتا روسیچ
- روسانو براتسی
- لئوپولدو ماستلونی
- رادا راسیمف
- ماریا باکسا
- فرانکو دیوجنه
- لوئیجی مونتینی